# Dolichopeza (Nesopeza) bicornigera
Dolichopeza (Nesopeza) bicornigera is een tweevleugelige uit de familie langpootmuggen (Tipulidae). De soort komt voor in het Oriëntaals gebied.